# Schloss Heinrichsdorf

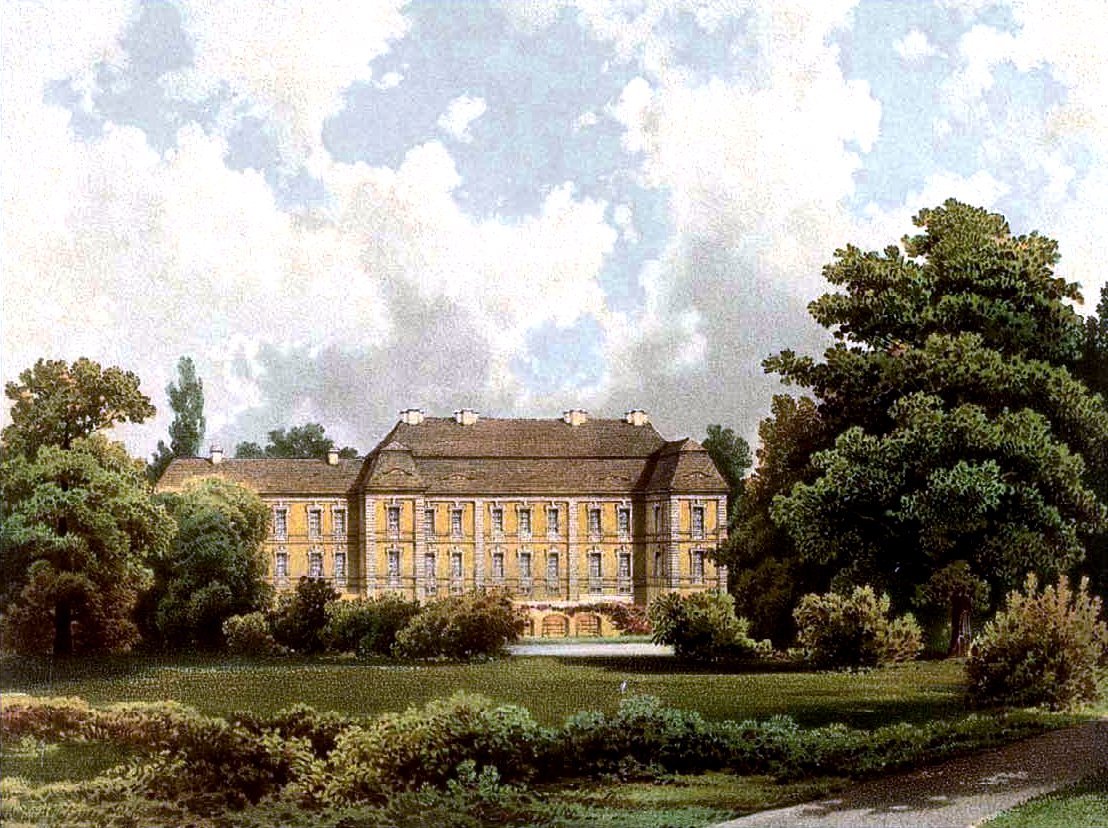
Schloss Heinrichsdorf Sammlung (Alexander Duncker)

Das Schloss Heinrichsdorf (polnisch Pałac w Siemczynie) ist ein Herrenhaus in Siemczyno, einem Ort in der Gmina Czaplinek (Tempelburg) in der polnischen Woiwodschaft Westpommern.

## Geschichte

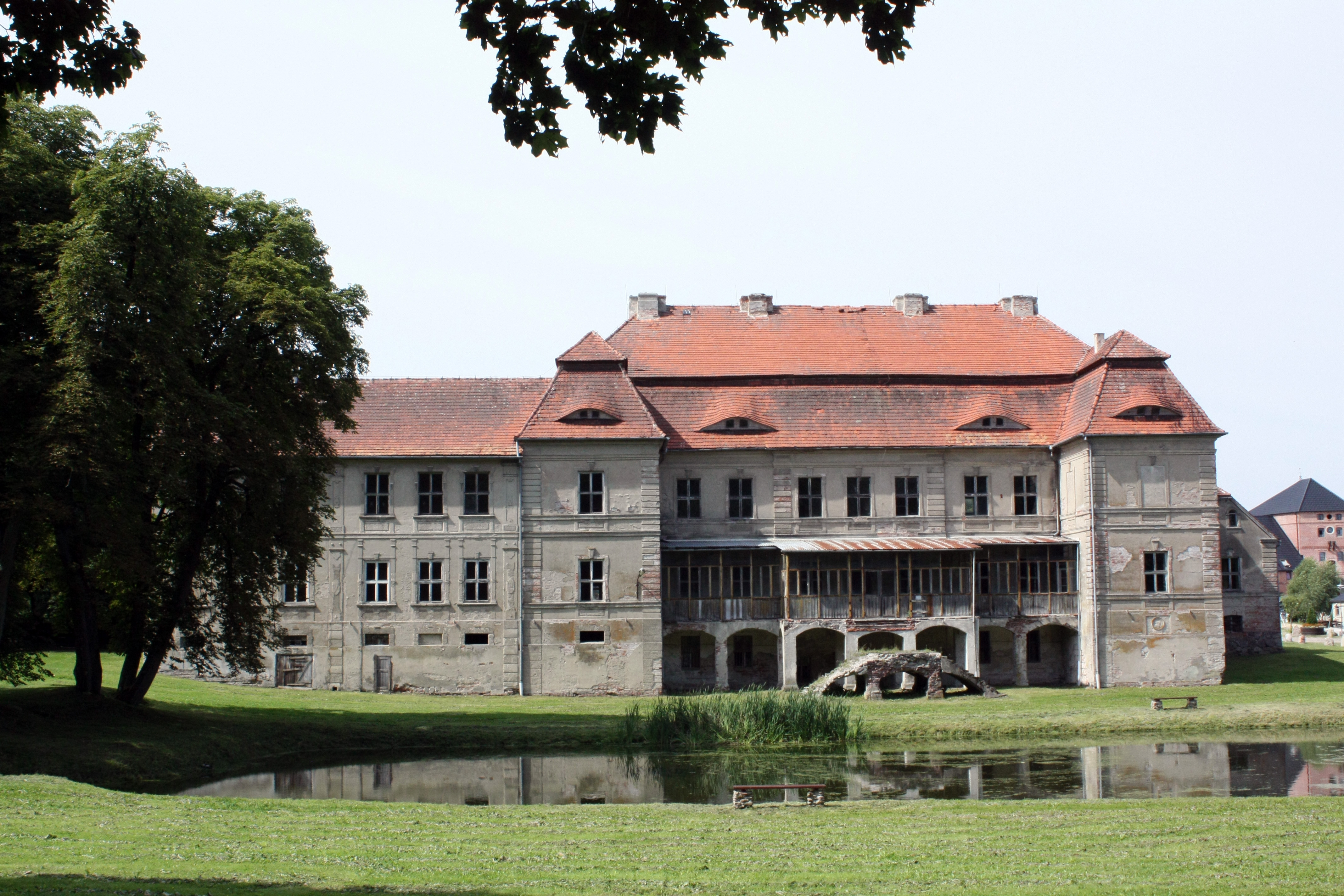
Schloss Heinrichsdorf (2013)

Der Ort liegt an einer Landenge zwischen dem Völtzkowsee (Jezioro Wilczkowo) und dem Dratzigsee (Jezioro Drawsko). Im 16. Jahrhundert wurde der Ort Hauptsitz der Familie von Goltz, denen auch Gut Blumenwerder (Piaseczno) gehörte. Nach dem Großen Nordischen Krieg ließ Henning Bernd von der Goltz (1681–1734) das vorhandene Herrenhaus abreißen und 1722/1723 bis 1726 den heutigen Bau mit einem Mittelbau und zwei vorgeschobenen Seitenflügeln im Stil des Barock errichten.
In den 1790er Jahren wurden Gut und Herrenhaus an den Geheimen Justiz- und Kammergerichts-Rat Heinrich (Heinrich August) von Arnim-Werbelow (1760–1834) verkauft. Er hatte 1790 die Gutsbesitzerin Christine Gräfin von Borcke (1773–1818) geheiratet. Die Familie von Arnim ließ 1796 einen neuen Schlossflügel errichten, später noch ein Wirtschaftsgebäude. Danach betreute Leonhard (Heinrich Leonhard) von Arnim (1801–1875) als Nachfahre die Begüterung. Einige Jahre nach dem Tod der Ehefrau Ottilie von Brockhausen (1812–1887) verkauft die Erbin, Tochter Helene (* 1840), liiert mit dem rheinischen Grundbesitzer Ernst Edlem von Hymmen-Haus Unterbach, Gut Heinrichsdorf, 1896.
Ab 1907 war die uradelige Familie von Bredow Besitzer und sogleich auch als Bauherr tätig, sie erbauten an der Nordseite einen neuen Seitenflügel und ließen den Park umgestalteten. Die Gutsgröße betrug damals gesamt 939 ha. Eigentümer wurde der Amtsrichter a. D. und Oberleutnant d. R. Freiherr Hartwig von Bredow-Wagenitz-Vietznitz (1873–1927), ein nachgeborener Sohn der Agnes von Arnim (1839–1927) und des kgl. preuß. Oberstleutnant z. D. Freiherr Karl von Bredow (1836–1886) mit Hauptwohnsitz Schloss Wagenitz im Westhavelland nordwestlich von Berlin. Hartwigs ältere Geschwister erbten u. a. die dortigen Bredow-Stamm-Güter Vietznitz und Wagenitz. Hartwig von Bredow, nachfolgend Mitglied der Deutschen Dendrologischen Gesellschaft, war seit 1904 mit Mascha Lucke (1883–1958) verheiratet und hatte mit ihr sieben Söhne, von denen die vier jüngsten auf Heinrichsdorf geboren wurden. Das Erbe der Begüterung blieb nach 1927 namentlich vakant. Im 1939 letztmalig publizierten Güter-Adreßbuch für Pommern wurde für Heinrichsdorf kein Gut mehr aufgeführt, dafür werden 23 kleinere Hofbesitzer mit Größen von 21 bis 102 ha im Ort aufgeführt. Die Bredows lebten bis mindestens 1944 im Herrenhaus. 1941 heiratete der zweite Sohn, der Forstmeister Hans-Christoph Freiherr von Bredow, in Heinrichsdorf die spätere Journalistin Anja von Oettingen, Tochter der Anja Lagowskaja und des Prof. Heinrich von Oettingen.
Im Zweiten Weltkrieg blieb das Schloss unversehrt und wurde im nunmehr polnischen Ort als Schule genutzt. Heute ist das Schloss saniert und wird als Hotel genutzt.
Durch den umgebenden Park führt der Heinrichsweg, der die Geschichte des Ortes und seine Sehenswürdigkeiten erklärt. Bemerkenswert ist die seit 1945 nicht mehr gepflegte Weißbuchenallee, deren Bäume seltsame Formen hervorgebracht haben.